# Bug (personaggio)
Bug è un personaggio immaginario dei fumetti della Marvel Comics. Fu originariamente un membro dei Micronauti e successivamente divenne un membro dei Guardiani della Galassia. Trae ispirazione dalla serie di giocattoli omonima giapponese prodotta dalla Takara Co.Ltd. e distribuiti in america della Mego Corporation. Il personaggio esordì nel primo numero della serie a fumetti Micronauts nel gennaio 1979 come Galactic Warrior, ma dal quarto numero della serie il nome venne cambiato in Bug dopo che la Marvel si rese conto che il personaggio non assomigliava per niente al giocattolo della linea dei Micronauti su cui era basato. I personaggi dei giocattoli erano di proprietà della Takara Co.Ltd. mentre i personaggi a fumetti della Marvel.

## Storia editoriale
Bug comparve come personaggio della serie a fumetti originale dei Micronauti fino al n. 59 (Agosto 1984), che fu l'ultimo numero della serie. Alcuni mesi più tardì la Marvel fece ripartire la serie con Micronauts: The New Voyages (Ottobre 1984) sempre con Bug fra i personaggi. La seconda serie durò fino al n. 20 (Maggio 1986).
Negli anni novanta la Marvel pianificò una nuova serie sui Micronauti, nonostante che non avesse più i diritti dei personaggi basati sui giocattoli in quanto la Ambrams Gentle Entertainment, che ne possedeva i diritti di distribuzione in America, gli avrebbe concesso la possibilità di realizzare la nuova serie a fumetti, e pertanto la Marvel assunse Shon C. Bury per scriverla e Carry Nord per disegnarla. Intanto Bug e gli altri Micronauti comparvero in Cable n. 39 (gennaio 1997) e fu protagonista di un fumetto one-shot nello stesso anno. Gli accordi però con la Ambrams Gentle decaddero e la serie fu cancellata e i tre numeri già realizzati non furono mai pubblicati. Bug compare insieme agli altri Micronauti (rinominati in Microns) in alcuni numeri di Capitan Marvel.
Il personaggio non ha fatto altre apparizioni fino al 2007 quando comparve come prigioniero dei Kree; venne poi reclutato in un gruppo guidato da Star-Lord; le sue attività vennero mostrate nella saga di Annihilation Conquest per poi diventare un personaggio ricorrente nei Guardiani Della Galassia in quanto Rocket Raccoon gli chiese di unirsi a loro dopo che il gruppo si separò a causa di conflitti interni. Bug accettò e combatté insieme agli altri Guardiani per fermare il conflitto fra gli Shi'ar e i Kree noto come War Of Kings. Anche se hanno fallito, Bug rimase con i Guardiani mentre furono alle prese con le guerre successive in Real Of Kings, fino alla fine della serie avvenuta con il numero 25 nel 2010. Bug tornò ad essere un membro dei Guardiani nei numeri 4-8 di Avengers Assemble del 2012.

## Poteri e Abilità
Bug può arrampicarsi sui muri ed ha un'agilità straordinaria. La sua vista è potenziata dal suo casco. Le sue antenne gli permettono di comunicare con altri esseri dotate di antenne e conferiscono una forte percezione sensoriale.

## Altri media
- James Gunn ha dichiarato in una intervista che Bug era fra i personaggi di Guardiani della Galassia nella versione scartata della sceneggiatura. In seguito il regista affermò infatti che i Marvel Studios non possedevano i diritti per l'utilizzo del personaggio.